# Kościół Podwyższenia Krzyża Świętego w Kaczycach
Kościół pod wezwaniem Podwyższenia Krzyża Świętego w Kaczycach – zabytkowy, drewniany kościół parafialny parafii Podwyższenia Krzyża Świętego w Kaczycach. Wybudowany przed 1620 w Ruptawie, pod wezwaniem św. Bartłomieja, a na miejsce obecne przeniesiony w latach 1971–1972. 
Kościół znajduje się na Szlaku Architektury Drewnianej województwa śląskiego w pętli pszczyńskiej.

## Historia
Przed przeniesieniem kościoła na obecne miejsce znajdował się on w miejscowości Ruptawa (obecnie część miasta Jastrzębie-Zdrój), gdzie stanął na miejscu poprzedniego kościoła wzmiankowanego w 1447 a wybudowany został przed 1620 rokiem. W tym czasie parafia w Ruptawie należała do dekanatu wodzisławskiego, a do kościoła św. Bartłomieja uczęszczali również mieszkańcy Moszczenicy i Szotkowic. W wyniku wojen śląskich Ruptawa znalazła się wraz z całą ziemią wodzisławską w Królestwie Pruskim, w przeciwieństwie do leżących na ziemi cieszyńskiej Kaczyc.
Podczas II wojny światowej częściowo zniszczony. W drugiej połowie lat 70. XX wieku zdecydowano o powstaniu na terenie Kaczyc Kopalni Węgla Kamiennego Morcinek, a jak dotąd miejscowość nie posiadała własnej parafii. Mieszkańcy poprosili, aby móc przenieść drewniany kościół w Ruptawie, gdzie od 1949 mieścił się nowy murowany kościół parafialny parafii Niepokalanego Serca NMP, a na remont starej ruptawskiej świątyni nie starczyło funduszów. Zgodę na to wydał katowicki wojewoda oraz Wojewódzki Konserwator Zabytków w Katowicach. 
Kościół rozebrano i odtworzono z niewielkimi zmianami w Kaczycach w latach 1971–1972, a poświęcono 25 czerwca 1972 z równoczesną zmianą wezwania ze św. Bartłomieja na Podwyższenie Krzyża Świętego. W 1973 roku pojawił się na wieży dzwon ważący 350 kg wykonany w odlewni w Ostrawie, o nazwie "Św. Antoni". Dzwon ten, według informacji uzyskanej od księdza proboszcza seniora Edwarda Raszczyka, darowali parafii kaczyckiej parafianie ze Skrzyszowa. Przez kilka lat przynależał on do parafii w Pogwizdowie, kościołem parafialnym w Kaczycach jest od 1976.

## Architektura
Do zmian, jakie zaszły w trakcie odtwarzania konstrukcji, zaliczyć można brak sygnaturki oraz zmniejszenie izbicy w wieży. Kościół jest orientowany, zbudowany na podmurówce w konstrukcji zrębowej poza wieżą, która jest konstrukcji słupowej i zakończona cebulastym hełmem z latarnią. Całość jest obita gontem, a trójbocznie zamknięte prezbiterium oraz prostokątna nawa przykryte są dwuspadowym, dwukalenicowym dachem. Od strony północnej do prezbiterium przylega zakrystią, a do ścian kościoła otwarte soboty również przykryte gontem.

## Wnętrze

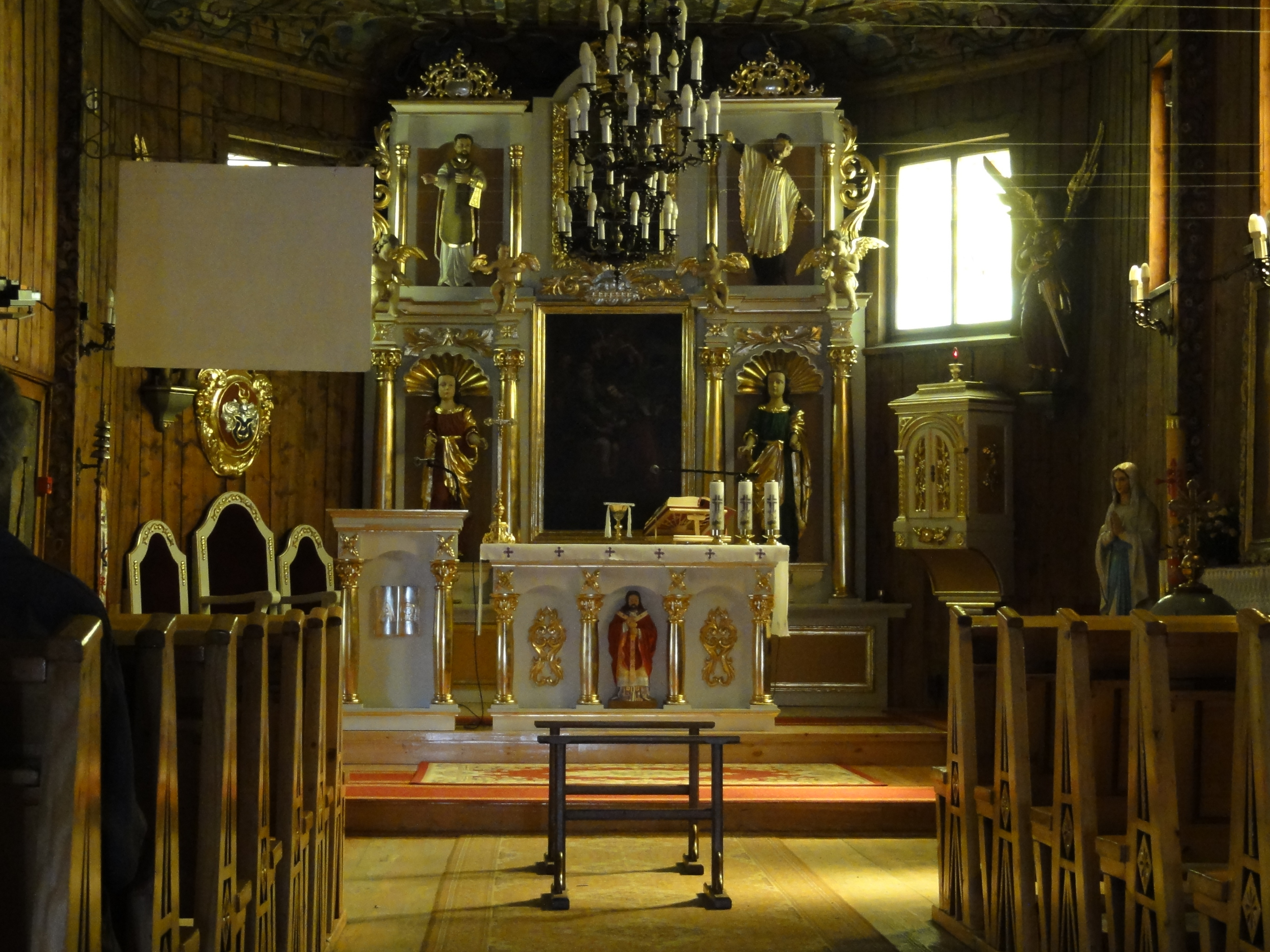
Wnętrze świątyni

Wnętrze przykrywa płaski strop z fasetą. W 1974 fasety zostały ozdobione kwiecistą polichromią według projektu Jadwigi Smykowskiej z Cieszyna, Adama Romaniuka z Katowic i Grzegorza Zgrai z Gliwic. W ołtarzu głównym, o XVIII-wiecznym rodowodzie, znajduje się obraz św. Anny Samotrzeć obok figur św. Jana Nepomucena oraz św. Ignacego Loyoli. Na barokowo-rokokowe wyposażenie składają się ponadto dwa współczesne ołtarze boczne poświęcone kolejno św. Barbarze i św. Katarzynie. Na ścianach wiszą sceny Drogi Krzyżowej autorstwa Jana Krężeloka z Koniakowa. W kościele znajduje się również wykonana przez Eugeniusza Janotę kopia XV-wiecznej Piety. Empora podparta jest na czterech słupach.